# Ismene sublimis
Ismene sublimis là một loài thực vật có hoa trong họ Amaryllidaceae. Loài này được (Herb.) Gereau & Meerow mô tả khoa học đầu tiên năm 1993.